# Leto
För asteroiden, se 68 Leto.

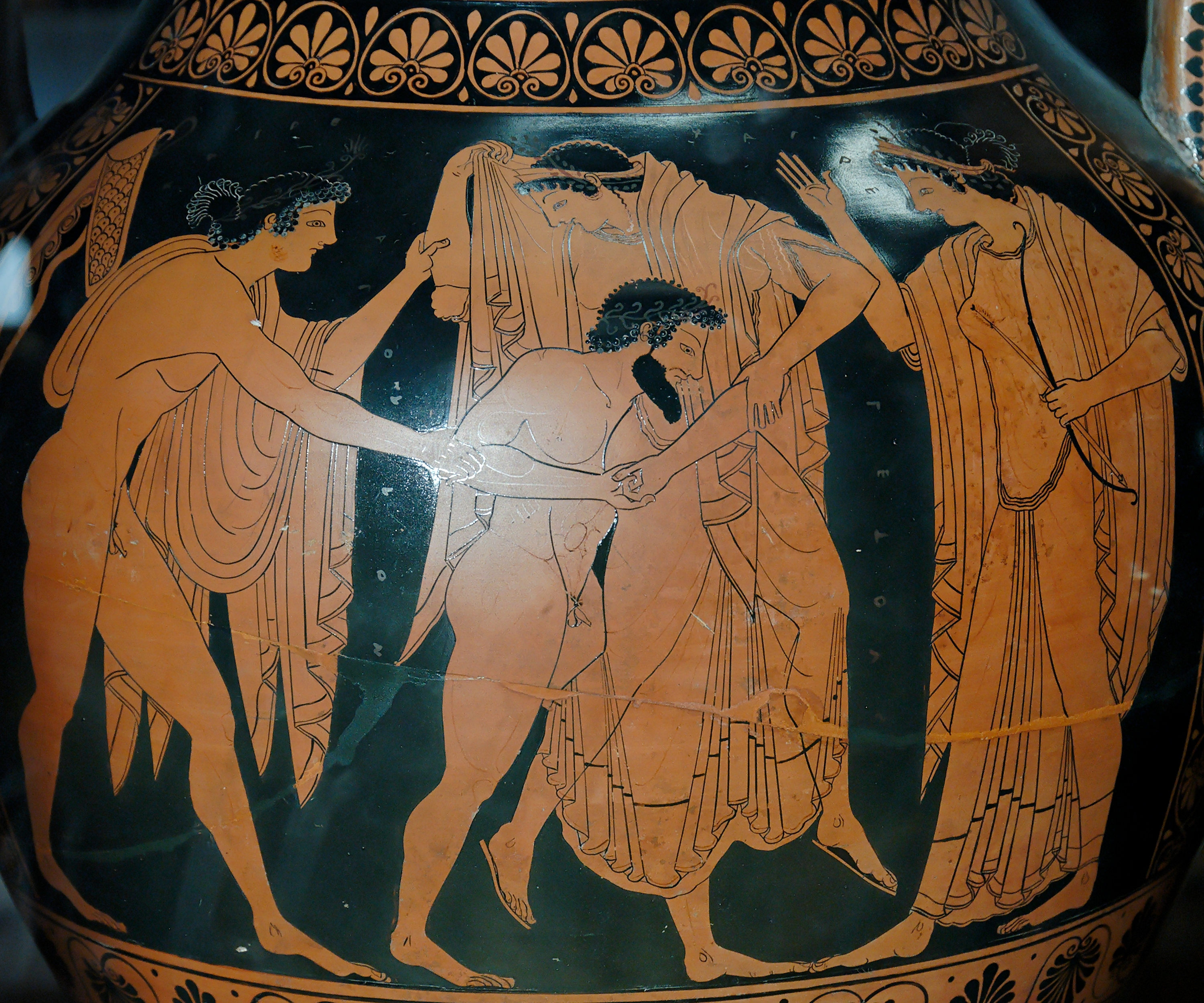
Leto är tredje från vänster.

Leto (latin Latona) var i grekisk mytologi en titan och älskarinna till Zeus. Med honom fick hon Apollon och Artemis.

## Familjeliv
Zeus hustru Hera var inte så förtjust i sin makes nya älskarinna, så hon jagade henne land och rike runt för att se till att hon aldrig fick ro. Leto flydde då till den flytande ön Delos, där hon födde sina tvillingar medan hon höll fast i en palm. Från den stunden blev Delos fastankrad i havsbotten.
Delos ingår i ögruppen Kykladerna. Den var vid sidan av Delfi en av stora platserna för helgedomar i det antika Grekland. Under 500-talet uppfördes där tempel till Letos barn. Numera återstår endast ruiner av dessa tempel.
Leto var dotter till titanerna Foibe (Phoebe) och Koios.

## Motsvarighet
I romersk mytologi motsvaras hon av Latona.